# Alice Brill
Alice Brill Czapski (Colônia, 13 de dezembro de 1920 - Itu, 29 de junho de 2013) foi uma fotógrafa, pintora e crítica de arte naturalizada no Brasil e com atuação na cidade de São Paulo.

## Biografia

### Infância
Alice Brill nasceu em Colônia, na Alemanha, em 1920, filha do pintor Erich Brill e da jornalista Marta Brill. Quando tinha um ano de idade, seus pais se divorciaram, o que levou Alice a passar a maior parte de sua infância com a mãe e a avó paterna, com quem ficava quando sua mãe viajava a trabalho. Sua mãe era abertamente antifascista e feminista e, em 1933, planejava levar Alice junto consigo para a Espanha. Nessa época, as palestras via rádio de Marta foram canceladas após Adolf Hitler tomar controle dos meios de comunicação. Devido à ascensão do Regime Nazista, e por serem de origem judaica, Alice e sua mãe deixaram a Alemanha em 1933 e foram para o sul da Europa.
Antes de deixar a Alemanha, sua professora da escola aconselhou Alice a registrar em um diário as viagens feitas durante o exílio, com uma câmera fotográfica dada pelo pai. Alice e sua mãe foram primeiro para a Espanha, onde Marta estava pesquisando sobre a última inquisição espanhola, em Maiorca. Foi lá que Alice Brill descobriu que tinha origem judaica, após comemorar pela primeira vez o "ano-novo judeu" fora do seu país de origem. Passou também pela Espanha, Itália e Holanda com Marte que buscava um novo emprego até conseguir uma passagem para o Rio de Janeiro. Marte embarcou para o Rio de Janeiro e Alice permaneceu em Amsterdã, na Holanda, com Erich, até sua mãe se estabelecer no São Paulo, e depois desembarcou no Brasil junto de seu pai, em 1934, fugindo do Regime Nazista em vigor na Alemanha. Seu pai morreria no campo de concentração Jungfernhof, em 1942, após retornar para a Alemanha e ser preso.

### Infância e adolescência no Brasil
Ao desembarcar no Rio de Janeiro com seu pai, Alice teve seu primeiro aprendizado de pintura. Deslumbrado com a paisagem, Erich se estabeleceu em uma pensão na Ilha de Paquetá com Alice e ali permaneceram durante seis meses. Erich e Alice saíam diariamente por Paquetá buscando os melhores ângulos para pintura e vendia suas obras como podia. Trocava quadros por objetos, pintava pessoas e residências e depois batia na porta para oferecer as obras aos proprietários. Em 1936, trocou algumas obras por um automóvel e viajou pelo interior de São Paulo.
Alice só reencontrou a mãe após o carnaval de 1935, em São Paulo. Após retornar ao Brasil, Alice retomou os estudos interrompidos na Alemanha e passou uma temporada vivendo na casa do diretor do Colégio Rio Branco, para ajudar a mãe nas despesas, e ensinava alemão para as filhas do diretor em troca da mensalidade escolar. Após um período no Colégio Rio Branco, com o auxílio de um tio que morava nos Estados Unidos, Alice prosseguiu com os estudos na Escola Americana.
Aos 16 anos Alice conseguiu um emprego como ajudante na Livraria Guatapará, uma livraria internacional de um alemão, que vendia livros estrangeiros, materiais de arte e era ponto de encontro de vários de exilados da Segunda Guerra Mundial. Enquanto trabalhava lá, conheceu os pintores Paulo Rossi Osir, amigo de seu pai, e Aldo Bonadei, e passou a ter aulas de pintura com eles, interação a qual influenciou sua produção de fotografias e pinturas em batik. Osir introduziu Alice ao Grupo Santa Helena, associação informal de pintores paulistas fundamental para a consolidação da Arte Moderna em São Paulo, através do qual manteve contato com artistas como Mario Zanini e Alfredo Volpi.
Em 1946, ganhou uma bolsa de estudos de dois anos da Fundação Hillel para estudar na Universidade do Novo México e na Art Students League of New York onde estudou desenho, fotografia, pintura, escultura, gravura, história da arte, filosofia e literatura.

### Trabalho no Brasil
Após seu retorno ao Brasil, em 1948, se aprofundou-se nos estudos da gravura com Poty e da xilogravura com Hansen Bahia e Yolanda Mohalyi. Passou a trabalhar como fotógrafa da revista Habitat, coordenada pela arquiteta Lina Bo Bardi. Documentou arquitetura, artes plásticas e fez retratos de artistas, além de registrar obras e exposições do MASP e do MAM-SP. Também participou de uma expedição em Corumbá organizada pela Fundação Brasil Central, fotografando os indígenas Carajás.
Alice se destacou também na fotografia com os trabalhos realizados na década de 1950, cuja qualidade foi reconhecida na década de 1990. Em 1950, realizou o ensaio no Hospital Psiquiátrico do Juqueri a convite da artista plástica Maria Leontina da Costa, registrando a ala do Ateliê Livre de Artes. No mesmo ano, Pietro Maria Bardi encomendou um ensaio sobre São Paulo para o IV Centenário da cidade, durante o qual retratou o processo de modernização da cidade entre 1953 e 1954. Enquanto outros fotógrafos se preocupavam em manter a imagem de uma cidade utópica, Alice registrou não apenas os centros urbanos, mas também as periferias da cidade, assim como as moradias das diferentes classes sociais. Este projeto de publicação não foi concluído, mas alguns dos negativos chegaram a ser expostos. Alice foi uma das homenageadas na Coleção Pirelli/MASP de fotografias, em 1997,e, além de possuir imagens no acervo do Itaú Cultural, seu acervo de negativos foi doado ao Instituto Moreira Salles no ano 2000. Alice também foi homenageada na mostra Transeuntes, no Museu de Arte Contemporânea (MAC/USP), que dedicou-lhe uma sala, e na mostra fotográfica itinerante O Mundo de Alice Brill, do IMS, em 2005.
Além de fotógrafa, trabalhou como gravurista e pintora, participando da I e IX Bienal de São Paulo (1951 e 1967 respectivamente) além 23 exposições individuais (entre 1948 e 1994) e 100 coletivas no Brasil e no exterior, até 2004, registradas pelo Instituto Cultural Itaú. Suas temáticas envolviam paisagens urbanas e abstracionismo, realizando aquarelas e pinturas batik. Formou-se em filosofia pela PUC-SP em 1976, concluindo mestrado em 1982 e doutorado em 1994 e atuou como crítica de arte, escrevendo artigos para o Suplemento Cultural do jornal O Estado de S. Paulo, que posteriormente foram reunidos no livro "Da arte e da linguagem" (Perspectiva, 1988).
Além da sua contribuição artística, Alice contribuiu também para a produção acadêmica. Alice lecionou na Faculdade de Filosofia, Ciências e Letras do Centro Universitário Nossa Senhora do Patrocínio, em Itu, e na Faculdade Santa Marcelina, em São Paulo. Além disso, concluiu duas teses sobre arte; sua tese de mestrado, que inspirou o livro Mário Zanini e seu Tempo, e a sua tese de doutorado, defendida aos 72 anos, na Universidade de São Paulo, sobre o batik: Viagens Imaginárias - transformação de uma técnica milenar em linguagem contemporânea.
Alice foi responsável pela fundação do Museu de Arte Moderna de São Paulo (MAM-SP), do Clube de Artistas e da Arte de São Paulo e da Associação dos Pesquisadores em Arte. Além disso, recebeu diversos prêmios pelas suas obras que estão espalhadas por diversos acervos museológicos. Seu livro Flexor, sobre o artista Samson Flexor, exilado no Brasil, foi premiado pela Associação Paulista dos Críticos de Arte, como o melhor livro de 1990.

## Escritos
- Mario Zanini e seu tempo (Perspectiva, 1984)
- Da arte e da linguagem (Perspectiva, 1988)
- Flexor (Edusp, 1990)